# Бідар (Індія)
Бідар (каннада ಬೀದರ) — місто в індійському штаті Карнатака. Є адміністративним центром однойменного округу.

## Клімат
Місто знаходиться у зоні, котра характеризується кліматом тропічних саван. Найтепліший місяць — травень із середньою температурою 32.6 °C (90.7 °F). Найхолодніший місяць — грудень, із середньою температурою 22.2 °С (72 °F).
| Клімат Бідара           | Клімат Бідара | Клімат Бідара | Клімат Бідара | Клімат Бідара | Клімат Бідара | Клімат Бідара | Клімат Бідара | Клімат Бідара | Клімат Бідара | Клімат Бідара | Клімат Бідара | Клімат Бідара | Клімат Бідара |
| Показник                | Січ.          | Лют.          | Бер.          | Квіт.         | Трав.         | Черв.         | Лип.          | Серп.         | Вер.          | Жовт.         | Лист.         | Груд.         | Рік           |
| Середній максимум, °C   | 30,1          | 32,9          | 36,6          | 39            | 39,8          | 34,7          | 31,3          | 30,7          | 31,3          | 31,8          | 29,9          | 28,9          | 33,1          |
| Середня температура, °C | 23,1          | 25,4          | 29,1          | 31,8          | 32,6          | 29,1          | 26,8          | 26,3          | 26,5          | 26,3          | 23,8          | 22,2          | 26,9          |
| Середній мінімум, °C    | 16,1          | 18            | 21,7          | 24,6          | 25,5          | 23,5          | 22,3          | 21,9          | 21,8          | 20,8          | 17,7          | 15,6          | 20,8          |
| Норма опадів, мм        | 3.2           | 5.5           | 5.9           | 18.9          | 34            | 115.5         | 146.8         | 140.8         | 224.6         | 80.6          | 24.9          | 5             | 805.7         |
| ----------------------- | ------------- | ------------- | ------------- | ------------- | ------------- | ------------- | ------------- | ------------- | ------------- | ------------- | ------------- | ------------- | ------------- |
| Джерело: Weatherbase    |               |               |               |               |               |               |               |               |               |               |               |               |               |

## Історія
1347 рок Бідар захопив султан Бахмані. Після розпаду держави Бахманідів, столицею якої Бідар був від 1429 року, місто стало центром незалежного Бідарського султанату (1527—1619), який після смерті останнього султана, Аміра Барід-шаха III, був приєднаний до Біджапурського султанату. 1656 року місто увійшло до складу імперії Великих моголів.